# Кинология
Кинологията е клон на познанието, изследвания на теми, свързани с кучетата в цялото им разнообразие.
На английски език този термин понякога може да се използва в смисъл на занятието на треньорите на кучета, а също и ентусиастите, които неформално изучават кучетата. Това поле не се смята за наука в класическия смисъл, въпреки използването на конструкцията (на старогръцки: κύων, kyōn, kynos, „куче“; и на старогръцки: -λογία, -logia, наука, познание).

## Учение за кучета
Изследвания на кучета и теми свързани с кучета са провеждани и публикувани: основно, от тези, които са усвоили съответната литература или аспекти от нея и формалната структура на предмета. По-специално от генетиците, зоолозите, ветеринарите, етолозите и други учени, например историци – специалисти по кучетата.